# Abborrtjärnen (Piteå socken, Norrbotten, 726758-171194)
Abborrtjärnen är en sjö i Piteå kommun i Norrbotten och ingår i Åbyälvens huvudavrinningsområde. Sjön har en area på 0,0513 kvadratkilometer och ligger 335,2 meter över havet.

## Delavrinningsområde
Abborrtjärnen ingår i det delavrinningsområde (726565-171351) som SMHI kallar för Ovan 726509-171560. Medelhöjden är 336 meter över havet och ytan är 13,92 kvadratkilometer. Räknas de 51 avrinningsområdena uppströms in blir den ackumulerade arean 635,38 kvadratkilometer. Avrinningsområdets utflöde Åbyälven mynnar i havet. Avrinningsområdet består mestadels av skog (76 procent) och sankmarker (20 procent). Avrinningsområdet har 0,31 kvadratkilometer vattenytor vilket ger det en sjöprocent på 2,2 procent.